# NK Čelik Zenica
NK Čelik Zenica je bosenský fotbalový klub založený v roce 1945 a patří v Bosně k těm nejúspěšnějším. V době existence Jugoslávie hrál 17 let nejvyšší jugoslávskou soutěž a jedenkrát vyhrál pohár Intertoto a v sedmdesátých letech dvakrát i Středoevropský pohár. V současnosti hraje nejvyšší soutěž Bosny a Hercegoviny, kterou již klub vyhrál třikrát. Od té doby se ale situace klubu dramaticky změnila, neboť byl několikrát obviněn z korupce a značně se zadlužil. V současné době tak NK Čelik drží v první lize ponejvíce její věrní fanoušci, kteří jsou velmi aktivní a chodí v hojném počtu jak na domácí, tak venkovní zápasy. I proto je stadion Čeliku, Bilino polje, druhý největší v Bosně a Hercegovině.

## Úspěchy
- 2× Středoevropský pohár (1971, 1972), dále dvakrát 2. místo (1973, 1980)
- 1× Pohár Intertoto (1975)
- 3× Prva liga Federacije Bosne i Hercegovine (1995, 1996, 1997)
- 2× Regionální pohár Bosny a Hercegoviny (1995, 1996)